# 노스아메리칸
노스아메리칸(North American Aviation, NAA)은 미국의 항공우주 제조기업으로, P-51 머스탱 전투기, B-25 미첼 전폭기, B-1 랜서 등을 제작했다. 일련의 합병과 사업부문 매각으로 노스아메리칸은 록웰 인터내셔널의 일부가 되었다가 현재는 보잉의 사업부이다.